# Hemigrammopetersius
Hemigrammopetersius és un gènere de peixos pertanyent a la família dels alèstids que es troba a Àfrica.

## Taxonomia
- Hemigrammopetersius barnardi (Herre, 1936)
- Hemigrammopetersius pulcher (Boulenger, 1909)[3][4][5][6][7][8]